# ProcessWire
ProcessWire ist ein freies, auf PHP basierendes Content-Management-Framework (CMF) bzw. Content-Management-System (CMS) für Websites. Es ist ein Open-Source-Projekt und erschien erstmals 2007. Als Datenbank wird MySQL verwendet. 2012 wurde ProcessWire von CMS Critic zum besten freien CMS gewählt.

## Funktionsumfang
ProcessWire bietet eine von jQuery inspirierte API. Funktionen wie Drag-&-Drop-Dateiupload, Navigationsverwaltung, suchmaschinenfreundliche URLs, Mehrsprachigkeit, benutzerdefinierte Felder und auf Benutzerrollen basierende Zugriffsrechte sind enthalten.
Einige Zusatzmodule sind kostenpflichtig.

## Rezeption
- Daniel Berger, Tim Schürmann, Karsten Violka: Content-Management-Systeme im Vergleich. In: c’t – Sonderheft Webdesign. Juni 2017, S. 54–61.